# Rosalind Laker
Rosalind Laker, née le 3 octobre 1921 à Bognor Regis (Angleterre) et morte le 23 novembre 2012, est le nom de plume de Barbara Ovstevdalh, une femme de lettres britannique écrivant principalement des histoires romantiques sur fond historique.

### La saga Warwick
1. La Femme de Brighton, Éditions Belfond, 1985 ((en) Warwyck's wife, 1979), 273 p.Réédité chez J'ai Lu en 1989
2. Claudine's Daughter (1979)
3. Warwyck's Choice (1980 in the US), also as The Warwycks of Easthampton (1980 in the UK)

### Non traduits
- Sovereign’s Key (1970)
- Far Seeks the Heart (1970)
- Fair Wind of Love (1974) (publié sous le pseudonyme Barbara Douglas par l'éditeur Doubleday U.S.A, 1980)
- The Smuggler's Bride (1975)
- Ride the Blue Ribband (1976)
- The Fragile Hour (1996)
- Brilliance (2007)
- Garlands of Gold (2008)
- The House by the Fjord (2011)